# Antonowo (rejon małorycki)
Antonowo (biał. Антанова, Antanowa; ros. Антоново, Antonowo) – wieś na Białorusi, w obwodzie brzeskim, w rejonie małoryckim, w sielsowiecie Wielkoryta.

## Historia
Dawniej wieś i majątek ziemski. W XIX i w początkach XX w. położone było w Rosji, w guberni grodzieńskiej, w powiecie brzeskim.
W dwudziestoleciu międzywojennym leżało w Polsce, w województwie poleskim, w powiecie brzeskim, do 18 kwietnia 1928 w gminie Radwanicze, następnie w gminie Kamienica Żyrowiecka. Po II wojnie światowej w granicach Związku Sowieckiego. Od 1991 w niepodległej Białorusi.